# Zeppelin (schip, 1915)
De Zeppelin, later tot Ormuz en Dresden gedoopt, was een Duits passagiersschip.
Hoewel het schip reeds in 1915 gebouwd werd, heeft het gedurende de Eerste Wereldoorlog niet gevaren. Na de oorlog werd het als schadeloosstelling voor getorpedeerde Britse boten aan het Verenigd Koninkrijk gegeven. In 1920 werd het verkocht aan de Orient Line en tot Ormuz gedoopt alvorens de lijn Londen - Australië te bevaren. In april 1927 werd het schip uit dienst gehaald en verkocht aan Norddeutscher Lloyd die het herdoopte tot Dresden en op de lijn Bremerhaven - New York liet varen.
De boot werd door het nazi-regime gebruikt om arme Duitse kinderen te vermaken door middel van de "Kracht door Vreugde"-campagne.

## De ramp
Op 20 juni 1934, tijdens een pleziertocht met Duitse kinderen, liep het schip op een rots voor de kust van het eiland Karmøy voor de Noorse kust. Hoewel het schip strandde sprongen enkele kinderen overboord uit paniek. Het juiste aantal slachtoffers is niet bekend. Het schip maakte slagzij en kapseisde de volgende dag.